# Postmix
Postmix (auch Post-Mix) ist eine Methode zum Ausschank von – üblicherweise kohlensäurehaltigen – Erfrischungsgetränken. Beim Zapfen wird das gekühlte Leitungswasser mit oder ohne CO2 mit Aromen gemischt.
Bei Postmixsystemen kommen üblicherweise spezielle Getränkesirupe zum Einsatz, welche meist in Mehrweggebinden oder Bag-In-Box-Verpackungen ausgeliefert werden. Vor dem Servieren wird der Sirup im richtigen Verhältnis (meist 1:4 bis 1:16) mit gefiltertem, geschmacksneutralisiertem sowie gekühltem und, je nach Getränk, auch mit Kohlensäure versetztem Wasser vermischt. Dies geschieht in der Regel über Druck auf den KEG-Behälter, elektromagnetische Dosierpumpen oder Wasserstrahlzumischer.
Ein Postmixsystem ist vom Aufbau her aufwendiger als ein Premixsystem, daher gibt es wesentlich mehr Komponenten. Die Diffuser und Mischtrichter müssen täglich gereinigt werden. Der Vorteil von Postmixsystemen ist jedoch, dass ein Bruchteil der Lagerkapazität benötigt wird, da ausschließlich Sirup und Kohlensäure gelagert werden müssen und das Wasser aus dem öffentlichen Netz entnommen werden kann. Nachteilig sind jedoch höhere Anschaffungs- und Wartungskosten. Außerdem kann sich der Geschmack der Getränke gemäß dem örtlichen Trinkwassergeschmack ändern.